# Initiativ
Initiativ är ett grammatiskt kasus som anger utgångspunkten för en handling, men ska inte förväxlas med egressiv. Kasuset förekommer i manchuiska med suffixet "-deri".

## Exempel
Manchuiska booderi betyder "med början från huset".